# Мезетур
Мезотур (мађ. Mezőtúr) град је у Мађарској. Мезотур је један од важнијих градова у оквиру жупаније Јас-Нађкун-Солнок.
Мезотур је имао 18.176 становника према подацима из 2009. године.

## Географија
Град Мезетур се налази у источном делу Мађарске. Од престонице Будимпеште град је удаљен око 160 km источно. Град се налази у источном делу Панонске низије, на реци Баркау. Надморска висина града је око 83 m.

## Галерија
- Кип краља Лајоша
- Споменик борцима